# Heinrich Barbl
Heinrich Barbl (* 3. März 1900 in Sarleinsbach, Österreich-Ungarn; Todesdatum nach 1965) war ein österreichischer Handwerker und ab 1940 an den Verbrechen der NS-„Euthanasie“ und des Holocaust beteiligt. Er wurde unter anderem in der NS-Tötungsanstalt Hartheim sowie im Vernichtungslager Belzec eingesetzt, wo er den Mannschafts-Dienstgrad SS-Rottenführer führte und den Dienstgrad eines SS-Unterscharführers erreichte.

## Leben
Heinrich Barbl, unehelich geborener Sohn der Dienstmagd Theresia Barbl, arbeitete bei den Stickstoffwerken in Linz (heute Borealis Agrolinz Melamine). In seinem Antrag auf Aufnahme in die NSDAP gab Barbl seinen Beruf mit „Hilfsmonteur“ an.
Eine erste Aufnahme in die NSDAP zum 25. März 1933 wurde nicht abgeschlossen, Barbl trat 1933 allerdings der SA bei. Nach dem Anschluss Österreichs trat Barbl zum 1. Oktober 1941 der NSDAP bei (Mitgliedsnummer 8.763.464) und wurde nach Juni 1941 Mitglied der SS.
Nach dem Krieg wurde Barbl von der österreichischen Polizei verhört und in den 1960er Jahren vom Landgericht Linz als Zeuge vernommen, jedoch nicht vor Gericht gestellt. Informationen über sein weiteres Leben oder seinen Tod sind nicht bekannt.

## Tötungsanstalt Hartheim
Mit Beginn der Aktion T4 in der Ostmark arbeitete Barbl als Handwerker in der Tötungsanstalt Hartheim. Dort fertigte er als „Stanzer“ beim Krematorium Blechschilder mit den Namen der Toten für die Urnen, die mit beliebiger Asche gefüllt an die Angehörigen der Opfer verschickt wurden. Wie die Heizer arbeitete er Tag für Tag in unmittelbarer Nähe der Tötungen und trank viel Alkohol.

## Operation Reinhardt

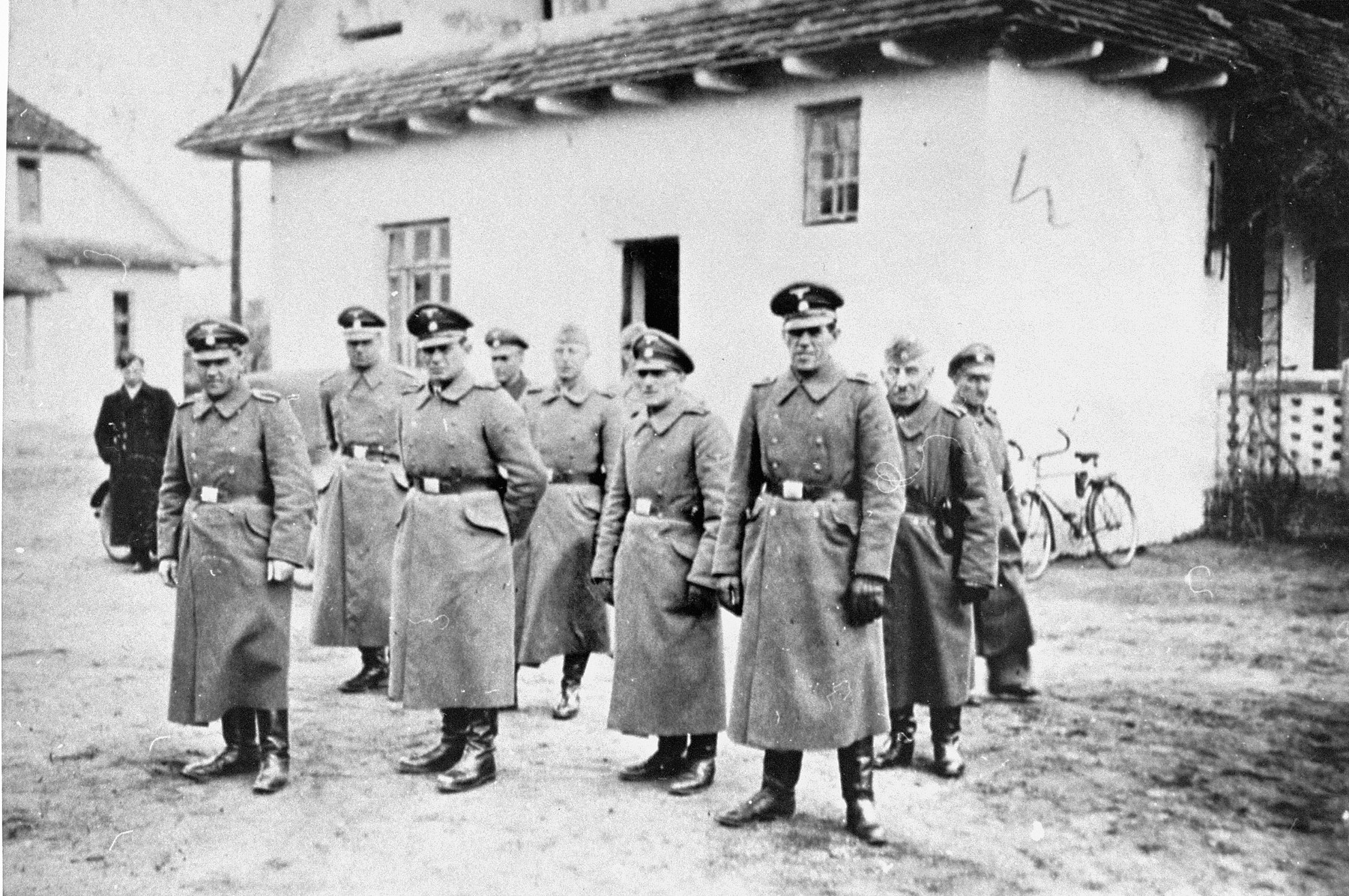
Vor der extern gelegenen Kommandantur des Vernichtungslagers Belzec, Heinrich Barbl, letzte Reihe ganz rechts

Im Jahr 1942 begleitete Barbl seinen Vorgesetzten Christian Wirth nach Lublin, der im März 1942 das Kommando über das neugeschaffene Vernichtungslager Belzec übernahm. Mit Erich Fuchs installierte Barbl die Leitungen für die Gaskammern in Belzec, wo er von Januar bis April 1942 und abermals von Herbst 1942 bis Sommer 1943 eingesetzt war. Von April bis Herbst 1942 war er bei der Installation der Gaskammern  im Lager III des Vernichtungslagers Sobibor tätig.  Er nannte sich Hausklempner und prahlte damit, dass er die Gaskammern so aussehen ließ, als seien sie ordentliche Duschräume. Barbl war in Sobibor beim ersten „Test“ der Gaskammer mit 30 bis 40 selektierten jüdischen Frauen zugegen. Er berichtete: „Rotkreuzschwestern begleiteten die selektierten Frauen, die mit Bussen transportiert wurden. Sie halfen ihnen beim Ausziehen.“
In Belzec war Barbl im Dienst oft betrunken und galt als „Depp“ der Garnison, der verspottet wurde. Allerdings war sich niemand sicher, ob er wirklich dumm war oder nur so tat, um schwierige Aufgaben zu meiden. Der Lagerkommandant, SS-Hauptsturmführer Gottlieb Hering, erlaubte ihm nicht, bei der Hinrichtung von Alten und Kranken eine Waffe zu tragen, „weil er so bescheuert ist, dass er uns und nicht die Juden umbringt“. Dennoch war Barbl nicht vor Strafen seiner Kommandanten gefeit, von Christian Wirth wurde er oft ausgepeitscht, weil er so betrunken war. Im Winter 1942/43 ließ ihn Gottlieb Hering aus einem unbekannten Grund für mehrere Tage ohne Wasser und Brot in einen Betonbunker sperren.
Zusammen mit anderen Tätern aus dem „T4-Reinhard-Netzwerk“ war Barbl ab Ende 1943 im Raum Triest zur „Partisanenbekämpfung“ eingesetzt.